# 1984 ST5
1984 ST5 är en asteroid i huvudbältet som upptäcktes den 21 september 1984 av den belgiske astronomen Henri Debehogne vid La Silla-observatoriet.
Den har en diameter på ungefär 3 kilometer och den tillhör asteroidgruppen Nysa.